# Beigebrynad glasögonuggla
Beigebrynad glasögonuggla (Pulsatrix koeniswaldiana) är en fågel i familjen ugglor inom ordningen ugglefåglar.

## Utseende och läte
Beigebrynad glasögonuggla är en stor och brun uggla med mörka ögon och tydligt vita halvmånar i ansiktet. Undersidan är streckad med tydligt vita band. Sången är ett djupt och lågt "uh-uh-uh–prupruprrrr".

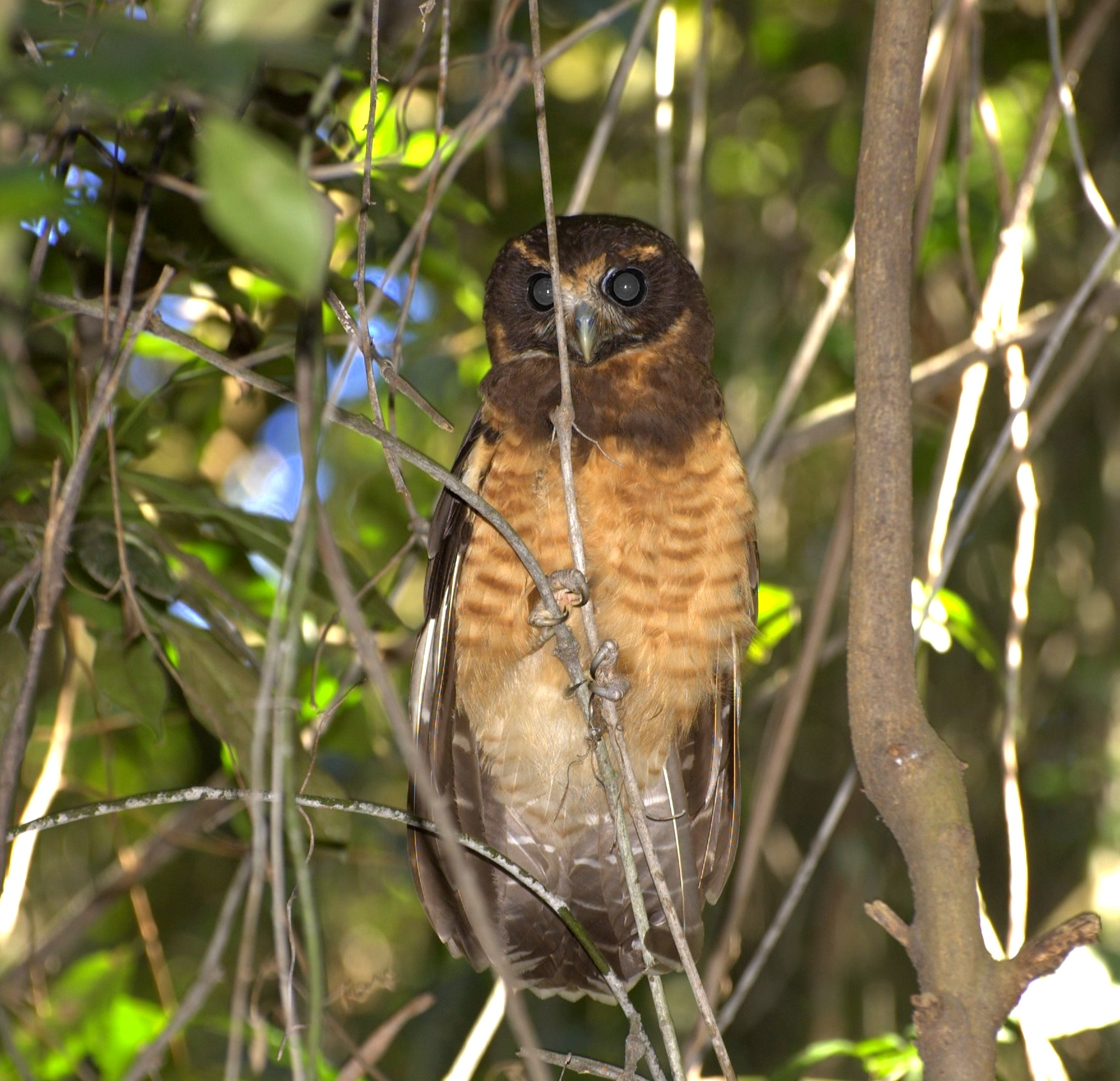

## Utbredning och systematik
Fågeln förekommer i Sydamerika i östra Paraguay, sydöstra Brasilien och nordöstra Argentina (Misiones). Den behandlas som monotypisk, det vill säga att den inte delas in i några underarter.

## Levnadssätt
Beigebrynad glasögonuggla hittas huvudsakligen i öppet skogslandskap, framför allt med inslag av Araucaria.

## Status och hot
Arten har ett stort utbredningsområde, men tros minska i antal, dock inte tillräckligt kraftigt för att den ska betraktas som hotad. Internationella naturvårdsunionen IUCN listar arten som livskraftig (LC).

## Namn
Fågelns vetenskapliga artnamn hedrar Gustav Koeniswald, tysk ornitolog boende i Brasilien.